# Кесо де мано
Кесо де мано (від ісп. Queso de Mano — «сир ручного вироблення») — м'який, білий сир, що виробляється у Венесуелі. За смаком і консистенцією сир найбільше нагадує моцарелу, але складається шарами. Кесо де мано часто вживається як начинка для таких страв, як качапа та арепа.

## Готування
Сир кесо де мано готується з поєднання коров'ячого та овечого молока. Отриманий продукт називається куахада. На цьому етапі куахаду змішують з гарячою водою, щоб забезпечити еластичність сиру. Потім суміш охолоджують у спеціальних формах, які надають сиру приблизно сферичної форми.

## Варіанти
У штаті Болівар існує місцевий варіант, який називається Кесо Гуайанес.